# Micha Marah
Aldegonda Leppens (nacida el 26 de septiembre de 1953 en Oud-Turnhout), conocida como Micha Marah, es una cantante y actriz belga. 
Representó a Bélgica en el Festival de la Canción de Eurovisión en 1979 con la canción Hey Nana, obteniendo el 18° lugar con sólo 5 puntos. Micha odiaba la canción e hizo todo lo posible por llevar otro tema. De hecho, no llegó a grabarlo en formato físico. No cantó nunca más la canción hasta que en 2023 se reconcilió con la canción y realizó una remezcla y un videoclip. 
Desde su participación en el festival, prosiguió su carrera con discos infantiles y navideños en los 80, además de trabajar como presentadora de radio y televisión. 

## Filmografía
- Avondspelen (1971), película para TV como Marleen
- Canzonissima (1963), serie de TV como Zangeres